# انتصار عامر
انتصار أحمد عامر أمين، معروفة باسم انتصار عامر أو انتصار السيسي زوجة الرئيس المصري عبد الفتاح السيسي والسيدة الأولى منذ 8 يونيو/حزيران 2014.

## حياتها
درست انتصار في مدرسة العباسية وحصلت منها على شهادة الثانوية العامة 1977، ثم تخرجت في قسم المحاسبة بكلية التجارة من جامعة عين شمس.
وتزوجت من عبد الفتاح السيسي عام 1977م بعدما أنهى دراسته بالكلية الحربية، ولهما من الأبناء:
- محمود (1982-)، ويعمل ضابطًا بالمخابرات الحربية (متزوج من نهى التهامي).
- مصطفى ويعمل في الرقابة الإدارية (متزوج من رضا).
- حسن ويعمل مهندسًا بإحدى شركات البترول (متزوج من داليا ابنة الفريق محمود حجازي رئيس أركان القوات المسلحة الأسبق)
- آية (متزوجة من ابن اللواء خالد فوده محافظ جنوب سيناء).[7][8][9]